# Michael Avi-Yonah
Michael Avi-Yonah (Lemberg, 26 de setembre de 1904 - Jerusalem, 26 de març de 1974) va ser un historiador i arqueòleg austrohongarès israelià. Durant la seva carrera va ser professor d'arqueologia de la Universitat Hebrea de Jerusalem, i va ocupar el càrrec de secretari del departament d'antiguitats.

## Biografia
Nascut a Lemberg, imperi Austrohongarès (avui Lviv, Ucraïna), Avi-Yonah es va traslladar a la Terra d'Israel amb els seus pares el 1919 durant la Tercera Aliyyà. Primer va estudiar a l'Escola Hebrea Rehaviah Jerusalem, després es va traslladar a Anglaterra i va estudiar història i arqueologia a la Universitat de Londres. Al seu retorn a la Terra d'Israel, va estudiar a l'Escola Britànica d'Arqueologia a Jerusalem. Les seves primeres excavacions arqueològiques van ser realitzades a Tel ell-'Ajjul, a la vora de Gaza, i a Ophel Jerusalem. Al final dels seus estudis, es va incorporar al Departament d'Antiguitats del govern britànic de Palestina, on va treballar com a bibliotecari i arxiver. Després de la independència de l'estat d'Israel, va esdevenir secretari del Departament d'Antiguitats.
L'any 1949, es van realitzar excavacions al barri Giv'at Ram a Jerusalem durant la construcció del Centre Internacional de Convencions, on va ser el primer de descobrir una fàbrica de maons de la Legió X Fretensis. Va participar en les primeres excavacions que van precedir les Masada, i va dirigir altra excavació a Cesarea de Palestina, on va descobrir una antiga sinagoga.
Va ser guardonat amb el Premi Bialik el 1955 pel seu llibre Antiguitats de la nostra terra. Avi-Yonah va morir a Jerusalem el 1974.

## Obres
Entre les seves obres destacades es troban:
- Encyclopedia of Archaeological Excavations in the Holy Land
- Jerusalem the Holy
- The Art of Mosaics (coautor Richard L. Currier)
- Holy Land
- Ancient Scrolls
- History of Israel and the Holy Land
- Views of the Biblical World. Jerusalem: International Publishing Company J-m Ltd, 1959.